# Габор Боцко
Габор Боцко (угор. Boczkó Gábor; нар. 1 квітня 1977 року, Тапольця, Угорщина) — угорський фехтувальник (шпага), срібний та бронзовий призер Олімпійських ігор 2004 та 2016 року в командній шпазі, чемпіон світу та семиразовий чемпіон Європи, багаторазовий призер чемпіонатів світу та Європи.

## Виступи на Олімпіадах
| Олімпіада  | Дисципліна          | Місце |
| ---------- | ------------------- | ----- |
| Афіни 2004 | індивідуальна шпага | =17   |
| Афіни 2004 | командна шпага      | 2     |
| Пекін 2008 | індивідуальна шпага | 4     |
| Пекін 2008 | командна шпага      | 5     |
| Ріо 2016   | індивідуальна шпага | =9    |
| Ріо 2016   | командна шпага      | 3     |